# Morrisville (Terre-Neuve-et-Labrador)
Morrisville est un village situé dans la province de Terre-Neuve-et-Labrador.